# Červená Lhota (Úžice)
Červená Lhota je osada, část obce Úžice v okrese Mělník ve Středočeském kraji. Nachází se asi 1,5 kilometru severovýchodně od Úžic. Jsou zde evidovány tři adresy. Trvale zde nežije žádný obyvatel.
Červená Lhota leží v katastrálním území Úžice u Kralup nad Vltavou o výměře 4,65 km².

## Historie
První písemná zmínka o vesnici pochází z roku 1374.

## Obyvatelstvo
| Rok            | 1869 | 1880 | 1890 | 1900 | 1910 | 1921 | 1930 | 1950 | 1961 | 1970 | 1980 | 1991 | 2001 | 2011 | 2021 |
| -------------- | ---- | ---- | ---- | ---- | ---- | ---- | ---- | ---- | ---- | ---- | ---- | ---- | ---- | ---- | ---- |
| Počet obyvatel | 60   | 67   | 62   | 39   | 28   | 30   | 60   | 19   | 16   | 14   | 1    | 0    | 0    | 0    | 0    |
| Počet domů     | 1    | 1    | 1    | 2    | 2    | 3    | 3    | 4    | 4    | 3    | 1    | 0    | 0    | 0    | 0    |

## Obecní správa
Při sčítání lidu v letech 1850–1879 byla Červená Lhota osadou obce Kozomín v okrese Slaný. V následujícím období byla osada úředně zrušena a jako část obce Úžice byla obnovena roku 1930. S Úžicemi patřila nejprve do okresu Kralupy nad Vltavou, od roku 1960 do okresu Mělník.